# Australien-Amerikansk Samoa 31-0
Fodboldkampen Australien-Amerikansk Samoa spillet 11. april 2001 endte 31-0, hvilket er den største sejr i en landskamp i fodboldens historie. Kampen blev spillet som led i kvalifikationen til VM 2002 i gruppespillet under Oceania Football Confederation og blev spillet på International Sports Stadium i Coffs Harbour i Australien. Udover den største sejr blev der også sat en anden rekord i kampen, idet Australiens Archie Thompson scorede 13 af holdets mål, mens holdkammeraten David Zdrilic med otte mål blev den næstmest scorende i en landskamp siden første verdenskrig.
Resultatet af kampen førte til diskussion om formatet af kvalifikationsturneringen, hvor den australske træner Frank Farina sammen med Archie Thompson advokerede for, at der burde indføres en indledende runde, så man undgik kampe med så store niveauforskelle, hvilket det internationale forbund FIFA viste sig lydhør for. Ved kvalifikationen til VM 2006 indførte man derfor en forrunde i Oceanien, men i 2006 valgte Australien at melde sig ind i Asian Football Confederation, hvor holdet siden har spillet.

## Baggrund
Første gang, at hold fra Oceanien forsøgte at kvalificere sig til VM-slutrunden, var til VM i 1966, hvor Australien deltog i kvalifikationen med hold fra Asien og Afrika. Til de følgende mesterskaber deltog hold fra Oceanien i kvalifikationen sammen med holdene fra Asien, indtil der i 1986 blev indført en særlig forrunde for holdene fra Oceania Football Confederation. Til VM i 2002 havde kvalifikationen vokset, så ti hold deltog. De blev inddelt i to puljer med fem hold i hver, hvor alle spillede mod alle én gang. De to gruppevindere skulle derefter spille mod hinanden ude og hjemme, hvorpå vinderen skulle spille en afgørende interkontinental-match mod det femtebedste hold fra Sydafrika, hvorfra vinderen kom med til slutrunden i Japan og Sydkorea. Australien og Amerikansk Samoa var i pulje 1 sammen med Fiji, Samoa og Tonga, og alle kampene skulle spilles i Coffs Harbour i løbet af april 2001.
Australien var sammen med New Zealand bredt anerkendt som de to stærkeste hold i Oceanien. De var de eneste, der nogensinde havde vundet kvalifikationerne i Oceanien, og de havde begge prøvet at være med til slutrunden: Australien i 1974 og New Zealand i 1982. Amerikansk Samoa var et af de svageste hold i verden og havde tabt samtlige landskampe, de havde spillet siden optagelsen i FIFA i 1998. Inden deres kvalifikationskamp lå Australien som nummer 75 på FIFAs verdensrangliste, mens Amerikansk Samoa var nummer 203 og sidst af alle FIFAs medlemmer.
To dage inden kampen havde Australien slået den gældende verdensrekord med en 22-0-sejr over Tonga (Kuwaits sejr over Bhutan med 20-0 i 2000 var den hidtidige rekord), mens Amerikansk Samoa havde tabt sine to hidtidige kampe i turneringen med 0-13 mod Fiji og 0-8 mod Samoa.

## Kampens forløb
Australien stillede op med en række spillere, der ikke normalt var førstevalg, mens resten enten sad over eller sad på udskiftningsbænken. Angriberne John Aloisi og Damian Mori, der tilsammen havde scoret ti af målene mod Tonga, var således ikke med. Amerikansk Samoa havde pasproblemer, hvilket betød, at kun én fra det normale seniorlandshold, målmanden Nicky Salapu, stillede op. Spillerne fra U/20-holdet var generelt optaget af eksamener, så holdet måtte hente meget unge spillere ind og stillede blandt andet op med tre femtenårige spillere; holdets gennemsnitsalder var 18 år. Ifølge holdets træner, der også var vicepræsident i landets forboldforbund, havde nogle af de unge spillere aldrig spillet en kamp på 90 minutter, inden de spillede denne kamp.
Det lykkedes for Amerikansk Samoa at holde australierne fra at score i kampens første ti minutter, hvorpå Con Boutsianis scorede efter et hjørnespark. To minutter senere scorede Archie Thompson sit første mål, og et minut herefter scorede angrebsmakkeren David Zdrilic. Da Australien på den måde fik gang i målscoringen, gik det hurtigt: Pausestillingen var 16-0, hvoraf Thompson havde scoret halvdelen. Anden halvleg fortsatte på samme vis, og det var først ved stillingen 29-0, at Amerikansk Samoa havde sit første og eneste forsøg på mål; det blev dog reddet af målmand Michael Petkovic.
Det høje antal mål gav anledning til lidt forvirring over kampens resultat. Ved kampens slutning stod der 32-0 på scoretavlen, og Thompson var tilskrevet 14 mål. Statistikerne lavede en ny opgørelse, og ifølge den var resultatet 31-0 og Thompsons antal mål 13.

### Kampens detaljer
| 11. april 2001 19:00 AEST |

| Australien | 31–0   | Amerikansk Samoa |
| --- | ------ | ---------------- |
| Boutsianis 10', 50', 84' · Thompson 12', 23', 27', 29', 33' · 37', 42', 45', 56', 60' · 65', 85', 88' · Zdrilic 13', 21', 25', 33', 58' · 66', 78', 89' · A. Vidmar 14', 80' · Popovic 17', 19' · Colosimo 51', 81' · De Amicis 55' | Report |                  |

| International Sports Stadium, Coffs Harbour Tilskuere: 15.000 Dommer: Ronan Leaustic (Tahiti) |

| Australia | American Samoa |

| GK                    | 1  | Michael Petkovic |  |     |
| DF                    | 2  | Kevin Muscat (c) |  |     |
| DF                    | 3  | Craig Moore      |  |     |
| DF                    | 4  | Tony Popovic     |  | 45' |
| DF                    | 5  | Tony Vidmar      |  | 45' |
| MF                    | 7  | Aurelio Vidmar   |  |     |
| FW                    | 11 | David Zdrilic    |  |     |
| MF                    | 12 | Steve Horvat     |  |     |
| MF                    | 13 | Con Boutsianis   |  |     |
| MF                    | 14 | Simon Colosimo   |  |     |
| FW                    | 20 | Archie Thompson  |  |     |
| Udskiftningsspillere: |    |                  |  |     |
| DF                    | 15 | Fausto De Amicis |  | 45' |
| DF                    | 17 | Scott Miller     |  | 45' |
| Træner:               |    |                  |  |     |
| Frank Farina          |    |                  |  |     |

| GK                    | 1  | Nicky Salapu    |  |     |
| DF                    | 4  | Lisi Leututu    |  | 50' |
| DF                    | 5  | Soe Falimaua    |  |     |
| DF                    | 7  | Lavalu Fatu     |  |     |
| DF                    | 8  | Sulifou Faaloua |  |     |
| DF                    | 9  | Travis Sinapati |  |     |
| MF                    | 13 | Sam Mulipola    |  |     |
| MF                    | 15 | Pati Feagiai    |  |     |
| FW                    | 16 | Ben Falaniko    |  | 84' |
| GK                    | 18 | Tiaoali Savea   |  |     |
| MF                    | 20 | Young Im Min    |  |     |
| Udskiftningsspillere: |    |                 |  |     |
| FW                    | 17 | Darrell Ioane   |  | 84' |
| MF                    | 19 | Richard Mariko  |  | 50' |
| Træner:               |    |                 |  |     |
| Tunoa Lui             |    |                 |  |     |

| Øvrige dommere: David Sau (Solomonøerne) Michel Angot (Tahiti) Fjerdedommer: Derek Rugg (New Zealand) |